# Karl Lechner (Historiker, 1855)
Karl Lechner (* 20. August 1855 in Pflach; † 22. September 1926 in Innsbruck) war ein österreichischer Historiker, Heimatforscher und Schulrat.

## Leben
Lechner, der Germanistik und Geschichte studierte, arbeitete zuerst in Kremsier, dann in Innsbruck als Mittelschulprofessor. Dort starb er auch in seinem 72. Lebensjahr.

## Werke
- Das große Sterben in Deutschland in den Jahren 1348 bis 1351 und die folgenden Pestepidemien bis zum Schlusse des 14. Jahrhunderts. Wagner, Innsbruck 1884 (Digitalisat, auch bei archive.org).
- Die ältesten Belehnungs- und Lehengerichtsbücher des Bistums Olmütz. Brünn 1902.
- Ein Waisenregister oder Währungsbuch von Deutsch-Pruß. In: Zeitschrift des deutschen Vereins für die Geschichte Mährens und Schlesiens. Band 8, 1904, ZDB-ID 531857-9, S. 175–200 (eingeschränkte Vorschau in der Google-Buchsuche).
- Geschichte des k. k. Staatsgymnasiums in Innsbruck. 8 Bände (= Programm des Staatsgymnasiums Innsbruck. Band 58–65). 1907–12, 1914.